# Armadura argumental
La Armadura argumental también llamada armadura de trama, protección argumental, o protección de la trama, es un recurso argumental mediante el cual un personaje ficticio se preserva de sufrir daño debido a su necesidad de que la trama avance. Si bien los protagonistas y héroes dentro de las obras de ficción a menudo están protegidos de la destrucción por la armadura argumental, sus muertes en ciertas obras funcionan como un Giro argumental.

## Características
En ciertas obras de ficción, los elementos de la historia pueden proporcionar una explicación adecuada y constante de por qué el protagonista está protegido. Se han citado varias iteraciones de James Bond como ejemplos definitorios de protección argumental. Otras obras evitan la armadura argumental para los personajes principales. Las muertes de Ned Stark y otros personajes principales en Juego de tronos y su adaptación televisiva se han considerado ejemplos de protagonistas que desafían las expectativas de que su papel en la trama los protegía de cualquier daño; una batalla en la que muchos personajes principales escaparon del daño dentro de la misma serie también se ha citado como ejemplos de armadura argumental.

## Usos de la armadura argumental
- James Bond: La saga de decenas de novelas del agente James Bond o 007, implica fuertemente que el personaje principal James Bond, goza de una protección argumental casi total, por la imperiosa necesidad de aparecer en subsecuentes entregas.

- El señor de los anillos: En la trilogía literaria El señor de los anillos, los personajes protagonistas Frodo, Sam, Aragorn, Legolas, y Gimli, son de los pocos que atraviesan toda la trilogía, que pese a su extensión, insinúa que los personajes, pese a sus múltiples debilidades y carencias, llegarán hasta el final de la historia.

- Harry Potter: En la serie literaria Harry Potter, se infiere que el personaje no morirá pues la saga lleva su nombre, además de que la narración se ejecuta en su mayor parte desde la perspectiva de Harry Potter.

## Otros idiomas
En inglés el Oxford English Dictionary identificó el término equivalente a armadura argumental, como Plot Armor, con una fecha de estado originario, de la década del año 2000, con su primer uso informado en el foro de Usenet alt.games.dur-trs-trap.
En portugués el término usado es armadura de enredo.